# Bistrica (gmina Šentrupert)
Bistrica – wieś w Słowenii, w gminie Šentrupert. W 2018 roku liczyła 110 mieszkańców.